# Conca aquilana
La Conca aquilana è una conca interna appenninica, appartenente al medio corso della Valle dell'Aterno, situata nell'Abruzzo interno, nel circondario della città dell'Aquila, da cui trae il nome. Gran parte del territorio rientrava all'interno della comunità montana Amiternina. La popolazione attuale dell'intera area è di poco inferiore ai 90 000 abitanti.

## Descrizione

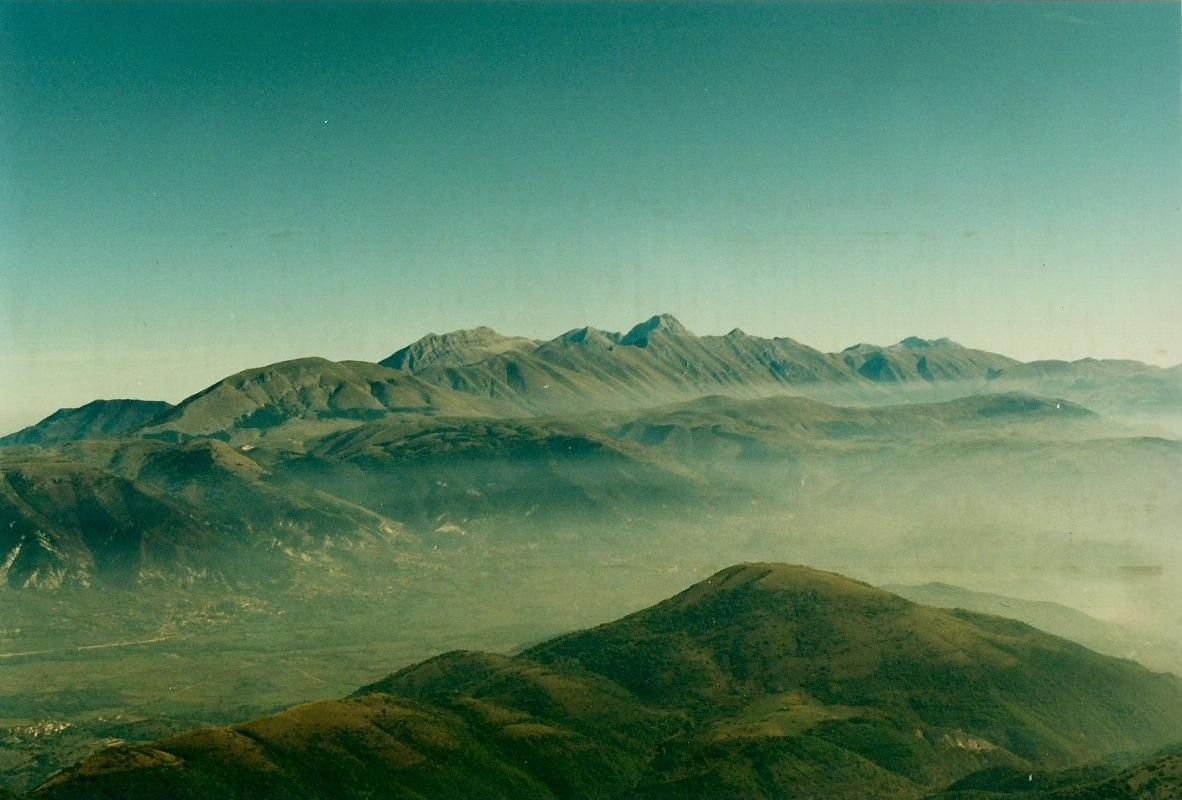
Il versante aquilano del Gran Sasso, margine est della conca aquilana da Monte Calvo (margine nord-ovest)

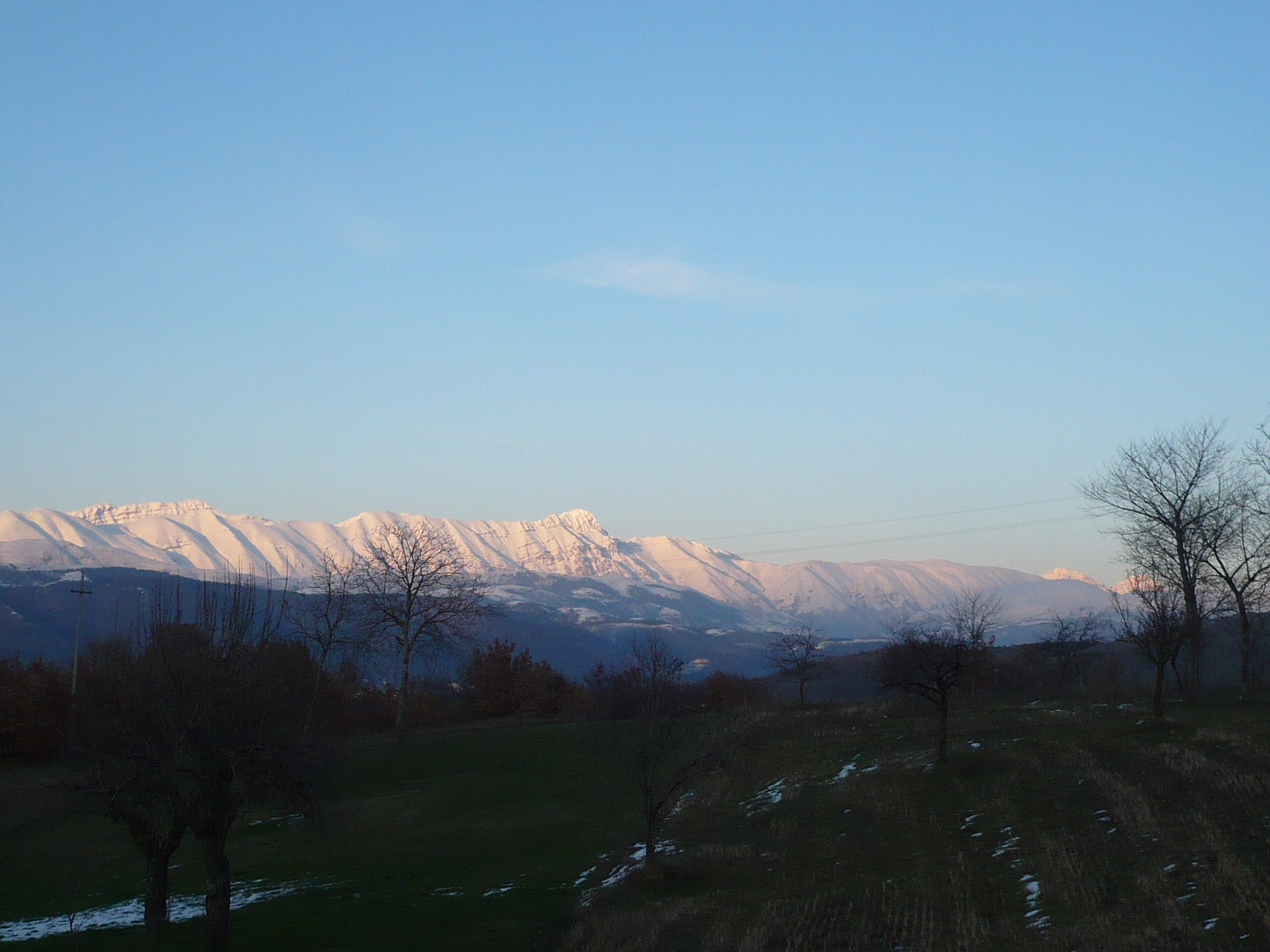
Il Gran Sasso d'inverno visto dalle alture di Sassa

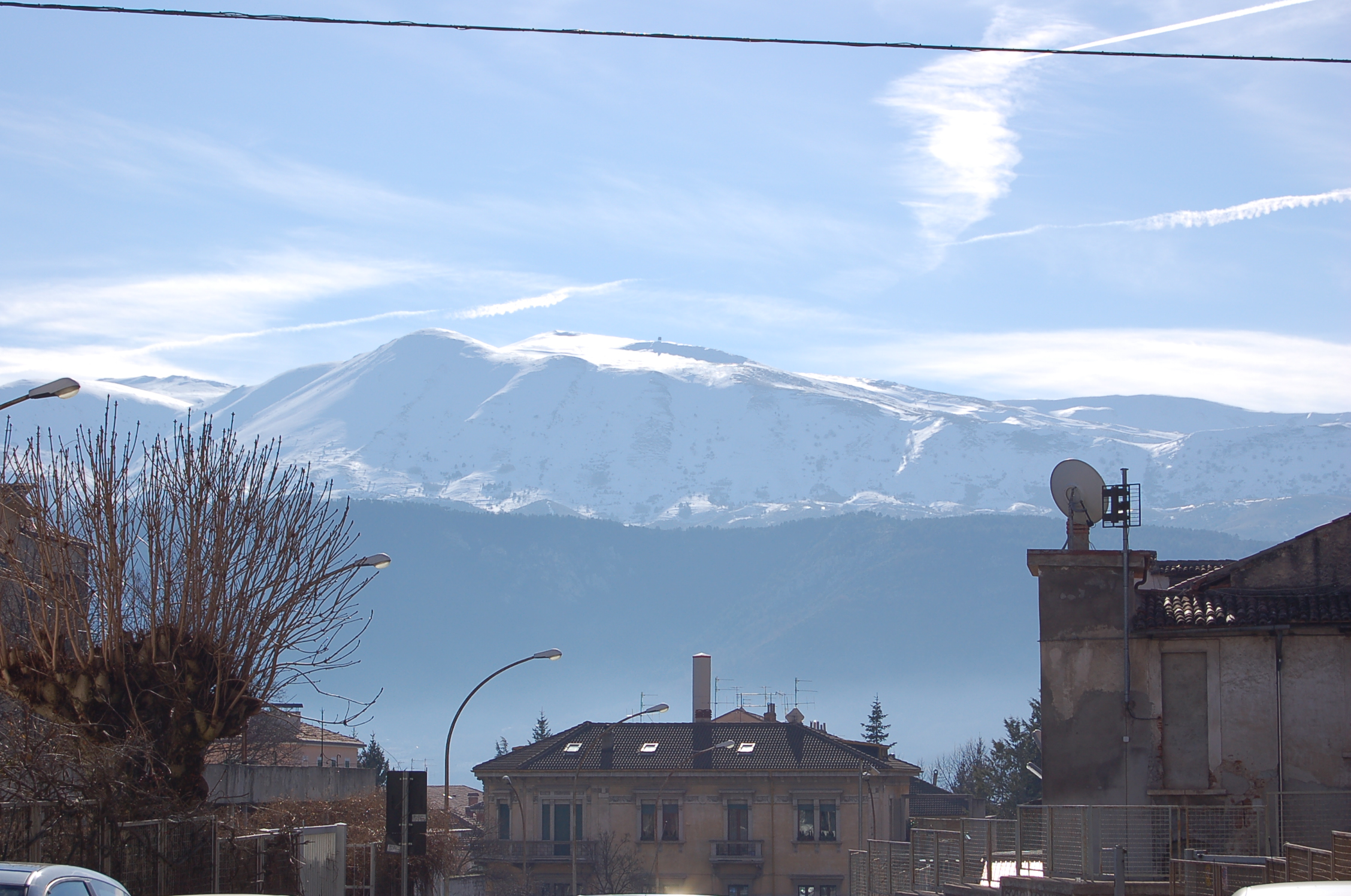
Il gruppo montuoso di Monte Ocre-Monte Cagno, margine sud della conca aquilana

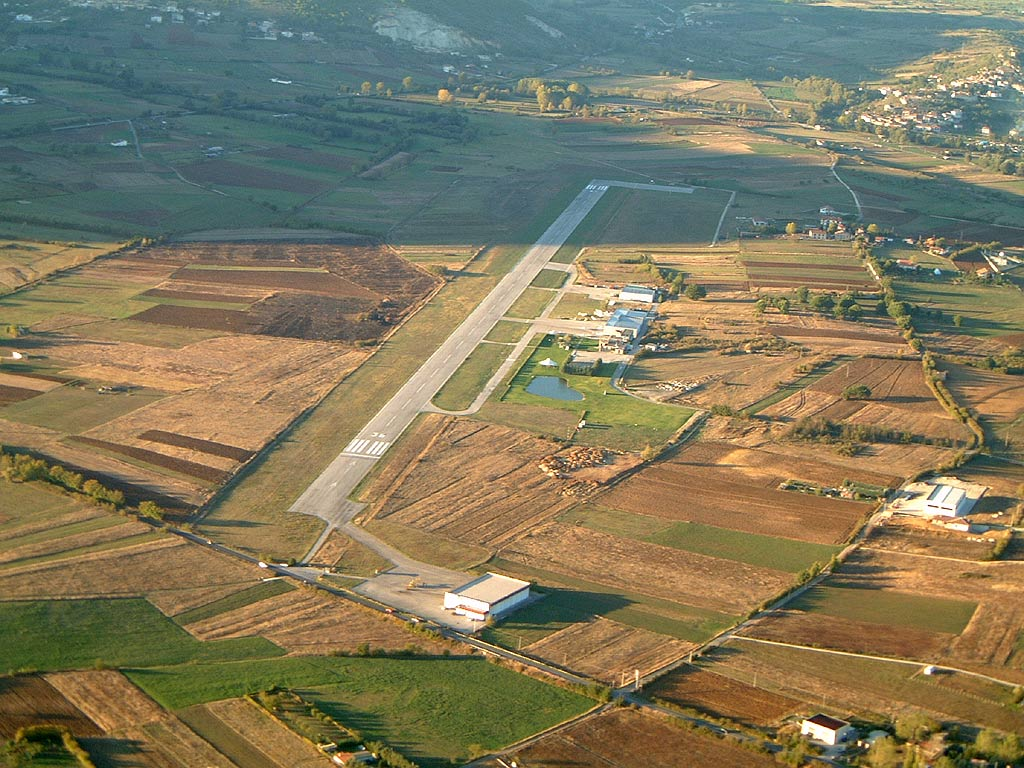
L'Aeroporto di Preturo

Posta tra le dorsali orientali e centrali dell'Appennino centrale abruzzese, nell'alta provincia dell'Aquila, è una delle macroaree di bassa quota della provincia dell'Aquila (assieme al Fucino, alla Valle Peligna e all'Alto Sangro), caratterizzata da un territorio mediamente vasto, in buona parte pianeggiante, circondato a nord-est dalla catena del Gran Sasso d'Italia, a sud dalla catena del Velino-Sirente ed il gruppo montuoso di Monte Ocre-Monte Cagno, a ovest da altre dorsali montuose minori (gruppo montuoso Monte San Rocco-Monte Cava e di Monte Calvo) e a nord dai Monti dell'Alto Aterno, sviluppandosi ad un'altitudine media di circa 700 m sul livello del mare. Il valico di Sella di Corno la collega verso la Piana Reatina.
Tali catene la separano geograficamente dalle sub-regioni del Teramano a nord-est, della Marsica a sud-ovest, dal Cicolano ad ovest, il Reatino a nord-ovest, mentre trova sbocco nella media Valle dell'Aterno, la Valle Subequana e la Piana di Navelli. Dalla conca aquilana partiva anticamente il Tratturo L'Aquila-Foggia nell'ambito della transumanza.

### Geologia
L'intera area, assieme a tutta la Valle dell'Aterno, è classificata a rischio sismico 1 e 2 e ad alta pericolosità sismica con vari importanti terremoti in epoca storica (vedi terremoti dell'Aquila). Ancora più a rischio sono le zone più basse della conca con terreni alluvionali nei pressi del corso del fiume Aterno soggetti a fenomeni di amplificazione sismica.

### Clima
Il clima è quello tipico delle zone interne appenniniche con accentuata continentalità che favorisce accentuate escursioni termiche sia giornaliere che annuali mantenendo relativamente bassi i livelli di umidità relativa. Il territorio è noto anche per vistosi fenomeni di inversione termica sia d'inverno che d'estate. D'inverno si assiste a frequenti e diffuse gelate mentre le nevicate dagli anni 80 in poi sono diminuite sia in frequenza che in accumulo in linea con i cambiamenti climatici che hanno coinvolto l'Italia peninsulare e l'intero arco appenninico.

## Storia

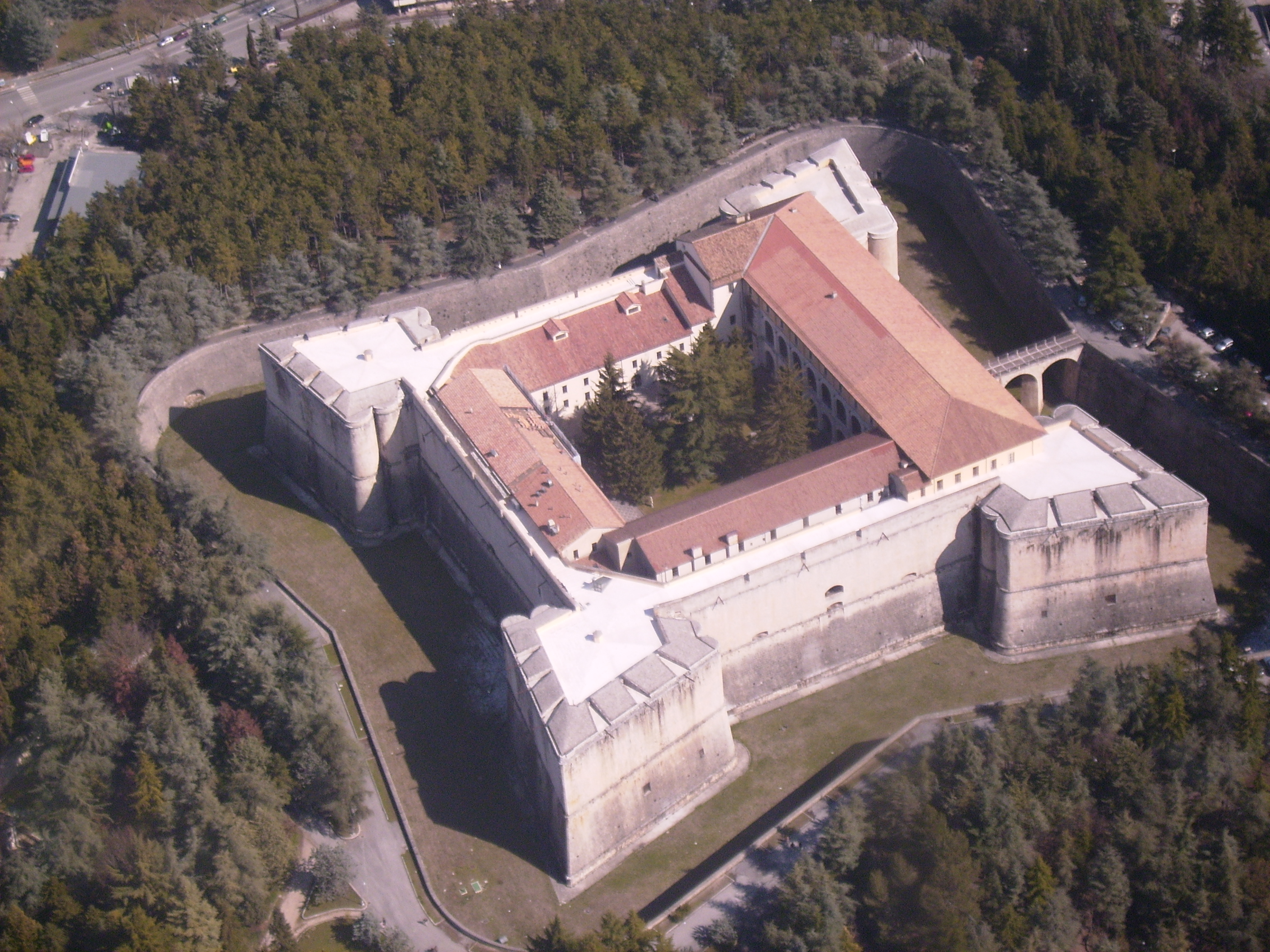
Forte cinquecentesco dell'Aquila

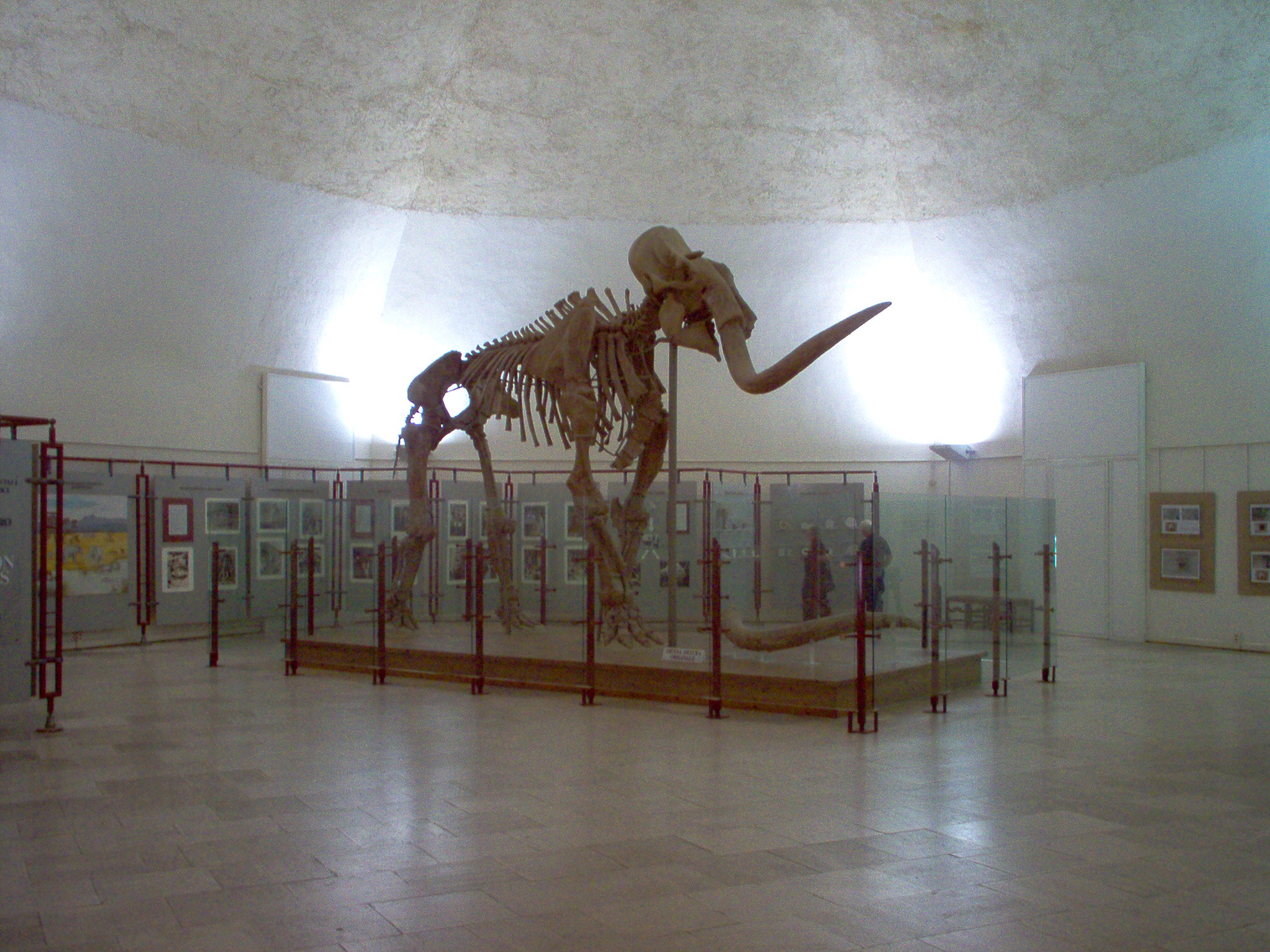
Lo scheletro di Mammuthus meridionalis presso il Museo Nazionale d'Abruzzo a L'Aquila

Basilica di Santa Maria di Collemaggio a L'Aquila

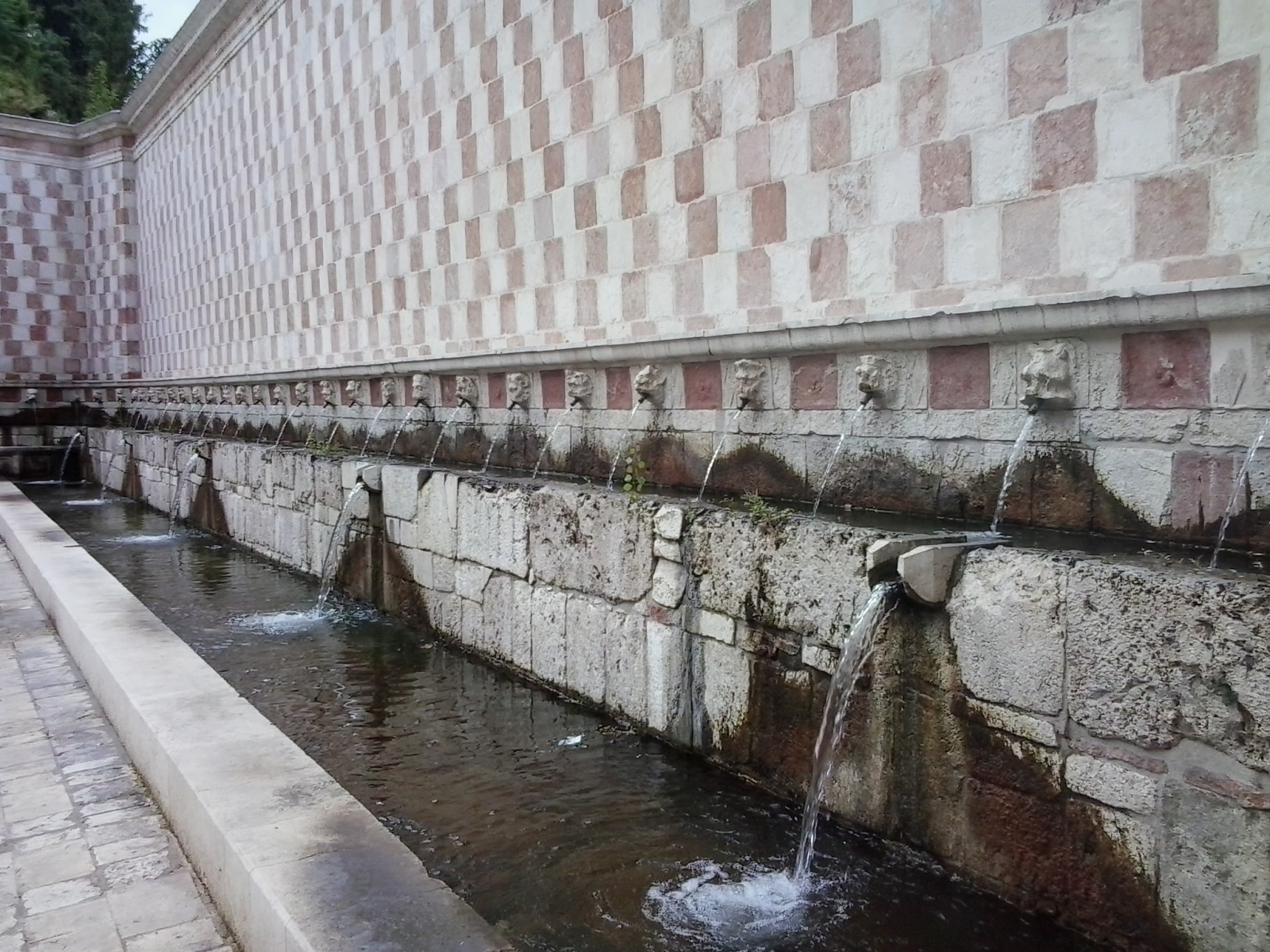
Fontana delle 99 cannelle

Nel pleistocene la conca costituiva un bacino chiuso ed ospitava, con ogni probabilità, un gigantesco lago che si estendeva da Cagnano Amiterno fino oltre San Demetrio ne' Vestini e che costituiva un unico bacino lacustre con quello di Sulmona. Proprio sul fondale lacustre, protetto da limo, venne trovato nel 1954, nel territorio dell'attuale comune di Scoppito, il famoso scheletro di mammuth, poi esposto nel Forte spagnolo dell'Aquila.
Con la fine dell'era glaciale si è assistito al prosciugamento del lago, ma la zona è storicamente considerata ricca d'acqua come testimoniano i nomi della città dell'Aquila (da Acquilis) e le frazioni di Onna (da Unda, onda) e Bagno; la conca è oggi attraversata in tutta la sua lunghezza dal fiume Aterno, oltre che da numerose altre sorgenti e torrenti.
In epoca romana era parte della regione geografica della Sabina. La conca fu colpita da gravi terremoti nel 1461, nel 1703 e nel 2009.

## Monumenti e luoghi d'interesse

### Città d'arte
- L'Aquila
- Santo Stefano di Sessanio
- Ocre
- Calascio
- Scoppito
- Assergi
- Paganica
- Poggio Picenze

### Architetture religiose
- Duomo dell'Aquila
- Basilica di Santa Maria di Collemaggio (L'Aquila)
- Basilica di San Bernardino (L'Aquila)
- Basilica di San Giuseppe Artigiano (L'Aquila)
- Chiesa dei Santi Marciano e Nicandro (L'Aquila)
- Convento di Sant'Angelo (Ocre)
- Monastero di Santo Spirito (Ocre)
- Chiesa di Santa Maria ad Cryptas (Fossa)
- Chiesa di Santa Maria Paganica (L'Aquila)
- Santuario della Madonna d'Appari (Paganica)
- Chiesa di Santa Giusta fuori le mura (Bazzano - L'Aquila)
- Chiesa di San Flaviano (Barisciano)
- Abbazia di San Giovanni Battista (Lucoli)
- Chiesa rinascimentale di San Panfilo (Tornimparte)
- Chiesa della Madonna dei Raccomandati (San Demetrio ne Vestini)
- Chiesa di San Franco (Assergi)
- Santuario di San Pietro della Ienca (Assergi)
- Chiesa di San Felice Martire (Poggio Picenze)

### Castelli e fontane

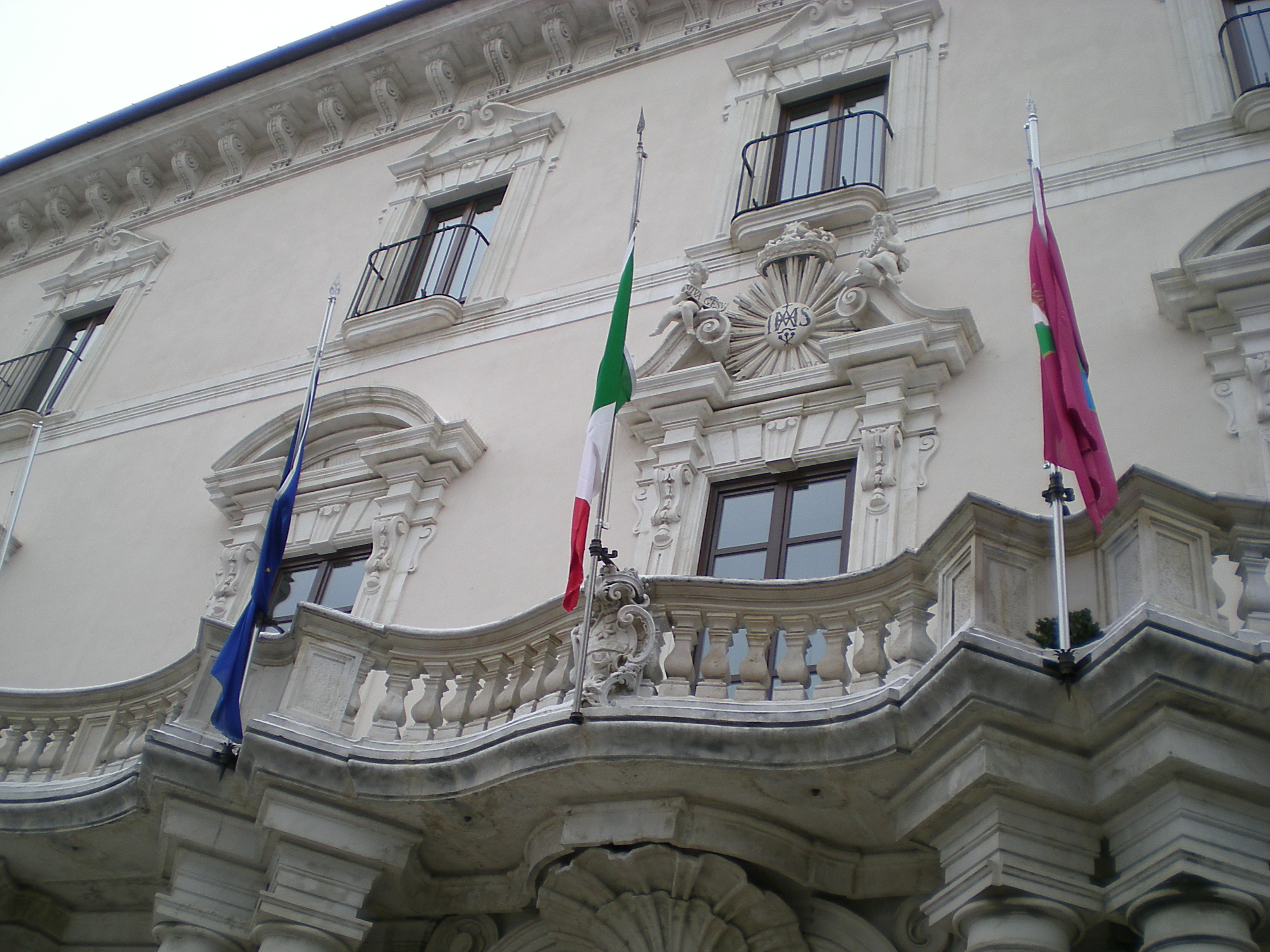
Palazzo Centi

- Fontana delle 99 cannelle (L'Aquila)
- Fontana luminosa (L'Aquila)
- Forte spagnolo (L'Aquila)
- Castello di Ocre (Ocre)
- Borgo fortificato di Assergi
- Torre Medicea di Santo Stefano di Sessanio
- Rocca Calascio (Calascio)
- Mura dell'Aquila (torri e porte urbiche)
- Castello Dragonetti (Pizzoli)
- Borgo fortificato di Camarda
- Castello di Fossa (Fossa)
- Torre civica (L'Aquila) - torre del Palazzo Margherita
- Castello di Barisciano
- Castello di Poggio Picenze

### Palazzi
- Palazzo Margherita (L'Aquila)
- Palazzo Centi (L'Aquila)
- Casa Museo Signorini-Corsi (L'Aquila)
- Casa natale di Jacopo di Notar Nanni (L'Aquila)
- Casa Camponeschi (L'Aquila)
- Palazzo De Amicis (L'Aquila)
- Palazzo Ducale (San Demetrio ne Vestini)

### Siti archeologici

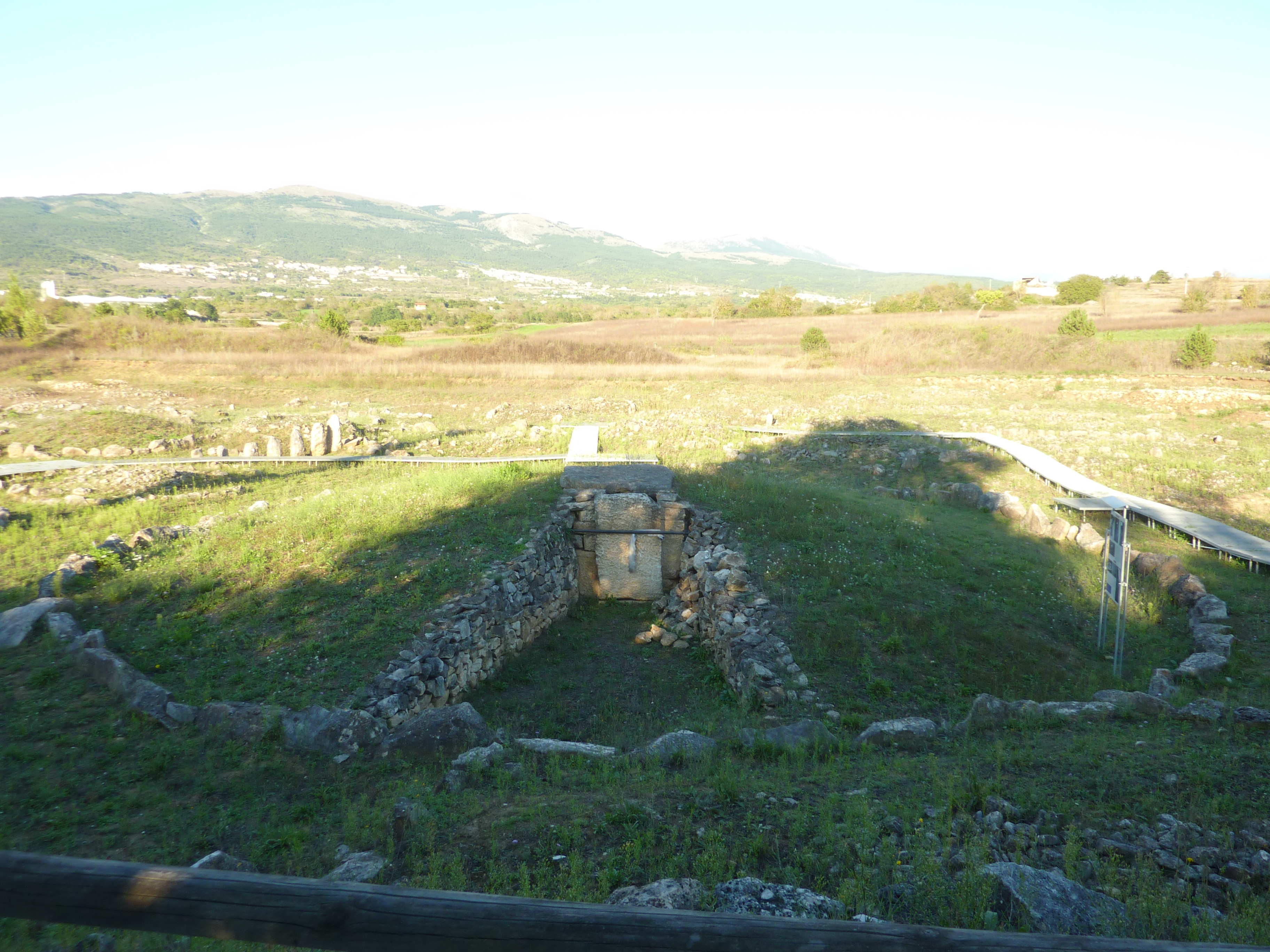
Necropoli di Fossa

- Amiternum (San Vittorino - L'Aquila)
- Catacombe della chiesa di San Michele Arcangelo (San Vittorino - L'Aquila)
- Forcona e chiesa di San Massimo (Civita di Bagno - L'Aquila)
- Necropoli di Fossa (Fossa)

## Economia
La Conca Aquilana ospita uno dei 4 poli industriali della provincia dell'Aquila (gli altri sono localizzati a Carsoli-Oricola, Avezzano-Fucino e Sulmona-Conca Peligna) nelle località di Sassa Scalo/Scoppito a ovest e Pile/Bazzano/San Demetrio ad est. È presente un polo farmaceutico con Sanofi-Aventis, Dompé e Menarini e un polo elettronico-ingegneristico con Thales Alenia Space e Technolabs oltre ad altre aziende come Edimo ecc... La restanta parte della popolazione è impegnata nel commercio e nei servizi.

## Infrastrutture
La conca è percorsa dall’autostrada A24, dalla Strada statale 17 dell'Appennino Abruzzese ed Appulo-Sannitico, dalla strada statale 80 del Gran Sasso d'Italia e 80 dir, dalla Strada provinciale 1 Amiternina e dalla Strada Provinciale Mausonia, oltre alle strade comunali. È percorsa anche dalla linea ferroviaria Terni-Sulmona. Servizi di radiodiffusione e telediffusione sono presenti sul Monte Luco, sul Monte Munito e Monte La Serra.